# Brechmorhoga archboldi
Brechmorhoga archboldi là loài chuồn chuồn trong họ Libellulidae. Loài này được Donnelly mô tả khoa học đầu tiên năm 1970.